# 丰田亨
丰田亨（日语：／ Toyoda Tōru，1968年1月23日—2018年7月26日）是一名奥姆真理教教徒、前教团高级干部（正悟师、教团科学技术省次官），于1986年加入奥姆真理教的前身奥姆神仙会。加入教团后，丰田曾参与奥姆真理教对核技术的研究，并在1995年的东京地铁沙林毒气事件中在日比谷线地铁车厢内散布沙林毒气，造成1人死亡，数百人受伤。1995年，丰田因犯下一系列罪行在秋川市（今属秋留野市）被捕。2009年，丰田的上诉被驳回，死刑定谳。2018年7月26日，丰田在東京拘置所與林泰男（又名「小池泰男」）、岡崎一明、橫山真人、端本悟，以及广濑健一共6人被執行絞刑。
丰田亨大学毕业于日本最高学府东京大学，和东京大学副教授伊东是同年，且有不错的私交。在丰田入狱后，伊东亦因这一关系获得特许，与狱中的丰田进行持续交流。此外，游说丰田亨，使他加入奥姆真理教的现Aleph教团干部野田成人既是丰田的高中学长，也是他的大学前辈:60。

## 早年
丰田亨于1968年1月23日出生于兵库县加古川市。丰田出生于一个知识分子家庭，自祖父开始，家中都从事教师职业。丰田不仅学习成绩优异，亦善於中国武术，通曉少林寺拳法。1986年，丰田进入日本最高学府东京大学的物理系就读。丰田在大学期间勤于学习，曾说“一定要拿下诺贝尔奖”。1990年大学毕业后，进入东京大学研究生院深造，研究方向是基本粒子理论，所属的实验室仅招收学习成绩优秀的学生。

## 入教及罪行
在进入大学后，丰田读了一些奥姆真理教教主麻原彰晃的书，并开始与麻原接触。1986年，丰田加入奥姆真理教的前身奥姆神仙会。1992年，因麻原的要求，硕士论文还在口頭考試途中的丰田以女友病危为理由退学，随后在奥姆真理教出家。丰田曾参与奥姆真理教的核计划，是相关研究的核心人物。此外，他还参与了東京都廳包裹炸彈事件（负责制造炸药）、自動步槍祕密製造事件，以及新宿车站氰化氢事件。1995年的东京地铁沙林毒气事件中，丰田在地铁日比谷线车厢内散布沙林毒气。他将沙林毒气放在密封的塑料袋中，又用雨伞尖戳破塑料袋，使沙林毒气释放。释放的沙林毒气致使1人死亡，358人重伤。1995年5月15日，丰田在秋川市（今属秋留野市）与同是奥姆真理教高级干部的井上嘉浩被捕。

## 审判及处决
在对奥姆真理教教主麻原彰晃的公审中，丰田亨曾作为证人出席。2000年，法庭一审判处丰田亨死刑，丰田不服，上诉。2009年，丰田的上诉被日本最高裁判所驳回，死刑定谳。截至2018年3月，丰田与其他十二名与奥姆真理教相关的死刑犯一直都关押在東京拘置所。2018年3月21日，這些死刑犯被分散到到能執行死刑的東京拘置所等5處設施，其中丰田仍然关押在东京。2018年7月6日，經時任日本法務大臣上川阳子批准，丰田在東京拘置所與林泰男（又名「小池泰男」）、岡崎一明、橫山真人、端本悟，以及广濑健一共6人被執行絞刑，年50岁。